# Bangassi
Bangassi is een gemeente (commune) in de regio Kayes in Mali. De gemeente telt 12.100 inwoners (2009).
De gemeente bestaat uit de volgende plaatsen:
- Bambela
- Bangassi Doudou
- Bangassi Doudou Maures
- Bangassi Gopéla
- Bangassi Liberté
- Bangassi Maures
- Bangassi Nango
- Diakatel
- Diguidian Gopéla
- Diguidian Peuhls
- Guémou
- Linthiane
- Madinel
- Ségué Maures